# Neomortonia rosea
Neomortonia rosea är en tvåhjärtbladig växtart som beskrevs av Wiehler. Neomortonia rosea ingår i släktet Neomortonia och familjen Gesneriaceae. Inga underarter finns listade i Catalogue of Life.